# Musée des Femmes du Vietnam

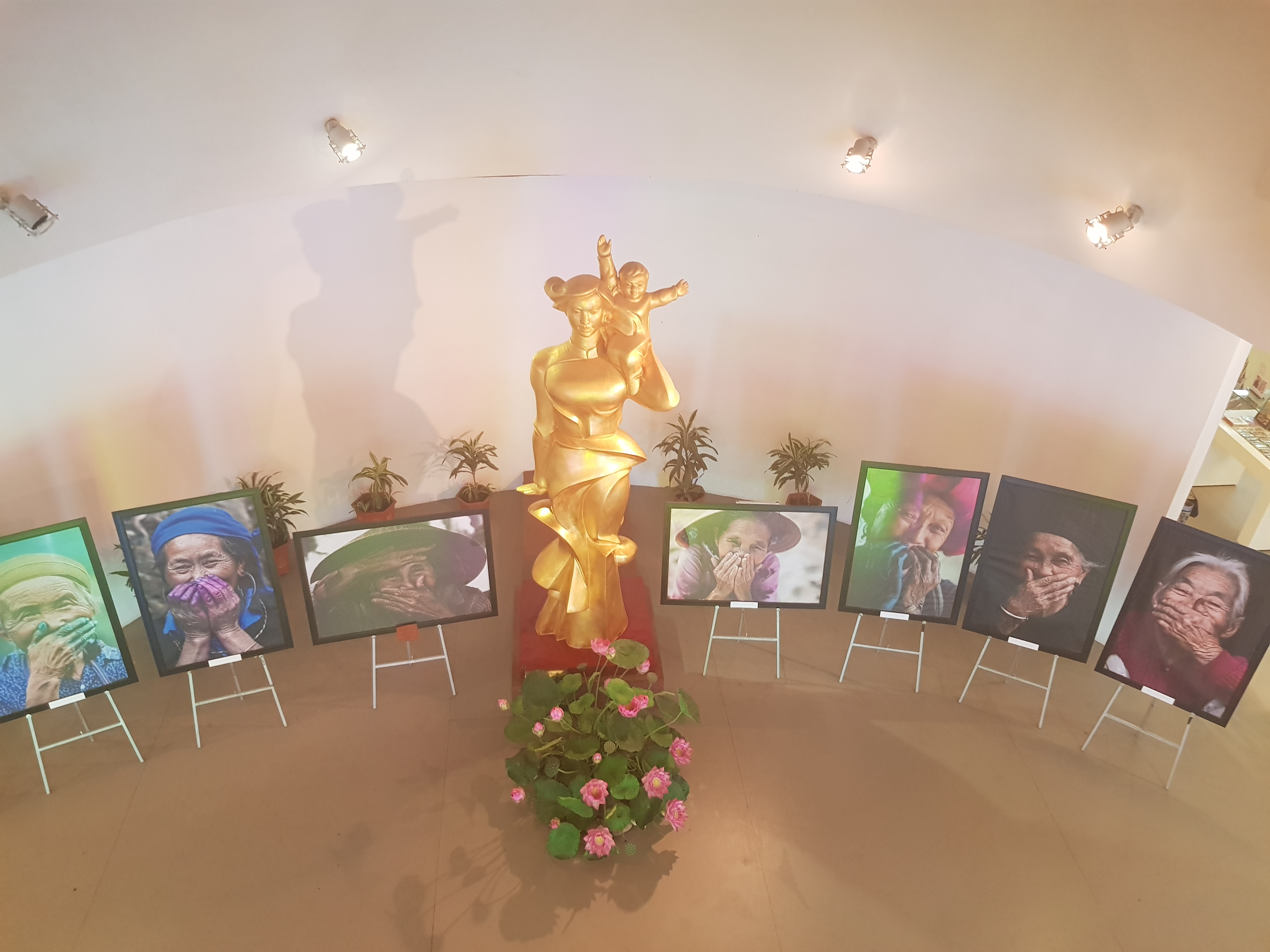
Hall du Musée des Femmes du Viêt Nam

Le musée des Femmes du Viêt Nam est situé à Hanoï, rue Ly Thuong Kiet, près du lac Hoan Kiem et du vieux quartier. C’est une des rues les plus anciennes de la ville. Située au cœur de l’ancien quartier français, elle compte encore de belles maisons de style colonial, mais aussi des ambassades et des bâtiments gouvernementaux.

## Histoire et missions

### Histoire
Le projet du musée des Femmes du Viêt Nam, piloté par l’Union des femmes vietnamiennes a débuté en 1987. L’architecte Tran Xuan Diem a conçu le nouveau musée à partir d’un bâtiment existant. Les travaux ont commencé en 1991 et le musée a été inauguré en 1995. La collection permanente est constituée par des objets issus de la riche collection (environ 28 000 objets) constituée par l’Union des femmes vietnamiennes depuis les années 1970. Ces œuvres illustrent le rôle joué par les femmes dans l’Histoire mais aussi la vie de tous les jours.

Le musée des Femmes du Viêt Nam a fermé entre 2006 et 2010 pour se moderniser. Le gouvernement vietnamien, l’Union des femmes vietnamiennes et la Fondation Ford ont financé cette rénovation. Le musée a rouvert ses portes en 2010 avec une architecture contemporaine et des équipements modernes. Le musée a également inauguré une nouvelle exposition permanente qui s’organise autour de trois thèmes : les femmes dans la famille, les femmes dans l’histoire, les modes féminines.
Le musée s’est ainsi transformé : d’un musée culturel et historique, il est devenu un musée de genre avec une identité forte, offrant aux visiteurs une réflexion sur les traditions culturelles et les enjeux de la société contemporaine.

### Les missions
Le musée des Femmes du Viêt Nam est un musée de genre qui a pour mission la recherche, la préservation, et la présentation matérielle et immatérielle de l’Histoire et de l’héritage culturel des femmes vietnamiennes et de l’Union des femmes vietnamiennes. C’est également un centre de dialogue entre les femmes du Viêt Nam et les femmes du monde entier pour œuvrer pour l’égalité, le développement et la paix.
Les missions du musée sont également d’améliorer les connaissances du public et sa compréhension de l’Histoire, de l’héritage culturel en organisant des expositions, selon un point de vue historique et anthropologique, qui montrent les différentes problématiques rencontrées par les femmes à la fois par le passé et de nos jours, mais aussi pour créer un dialogue au sein de la communauté afin de contribuer à promouvoir l’égalité des sexes.

## Musée et Collections

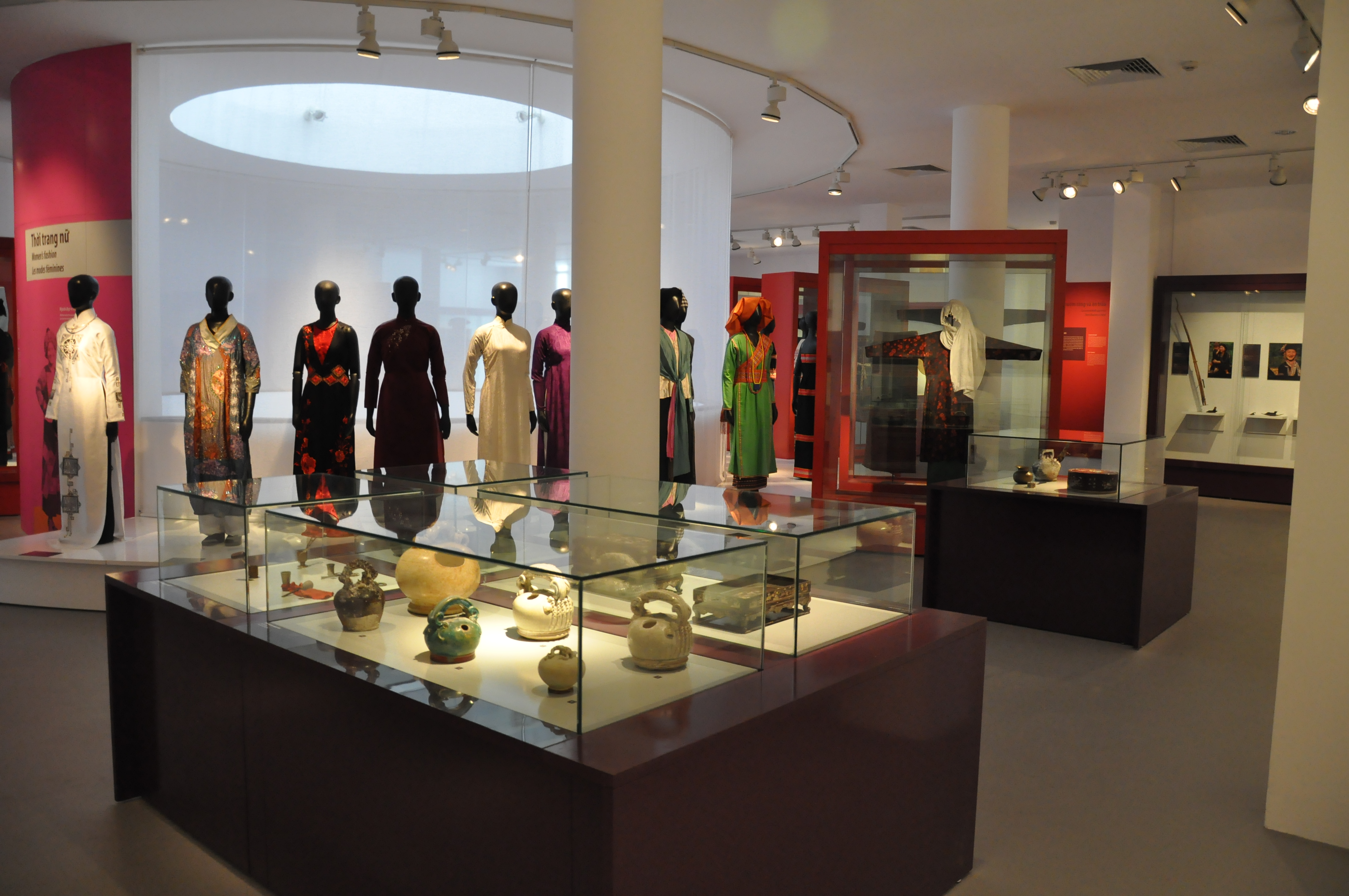
Les modes féminines

### Présentation du musée
Le bâtiment principal du Musée est divisé en quatre zones : l’exposition permanente, les expositions spéciales, le Centre de Découverte, la boutique du Musée. Des expositions temporaires sont également organisées dans un espace près du bâtiment principal. Un café est également à la disposition des visiteurs.

### Les collections
Le musée des Femmes du Viêt Nam a collecté environ 28 000 objets relatifs à l’histoire des femmes vietnamiennes. Ils sont classés par types de collection : textile, métal, bois, papier, céramique, corne, verre… Tous les objets ont été collectés par le musée et l’Union des femmes vietnamiennes depuis les années 1970 dans l’ensemble du pays.
Chacun de ces objets appartient à des femmes dont on connaît l’identité. Ils racontent leurs histoires, ou témoignent d'un épisode historique vécu personnellement, ce qui donne à ce musée une grande puissance émotionnelle.

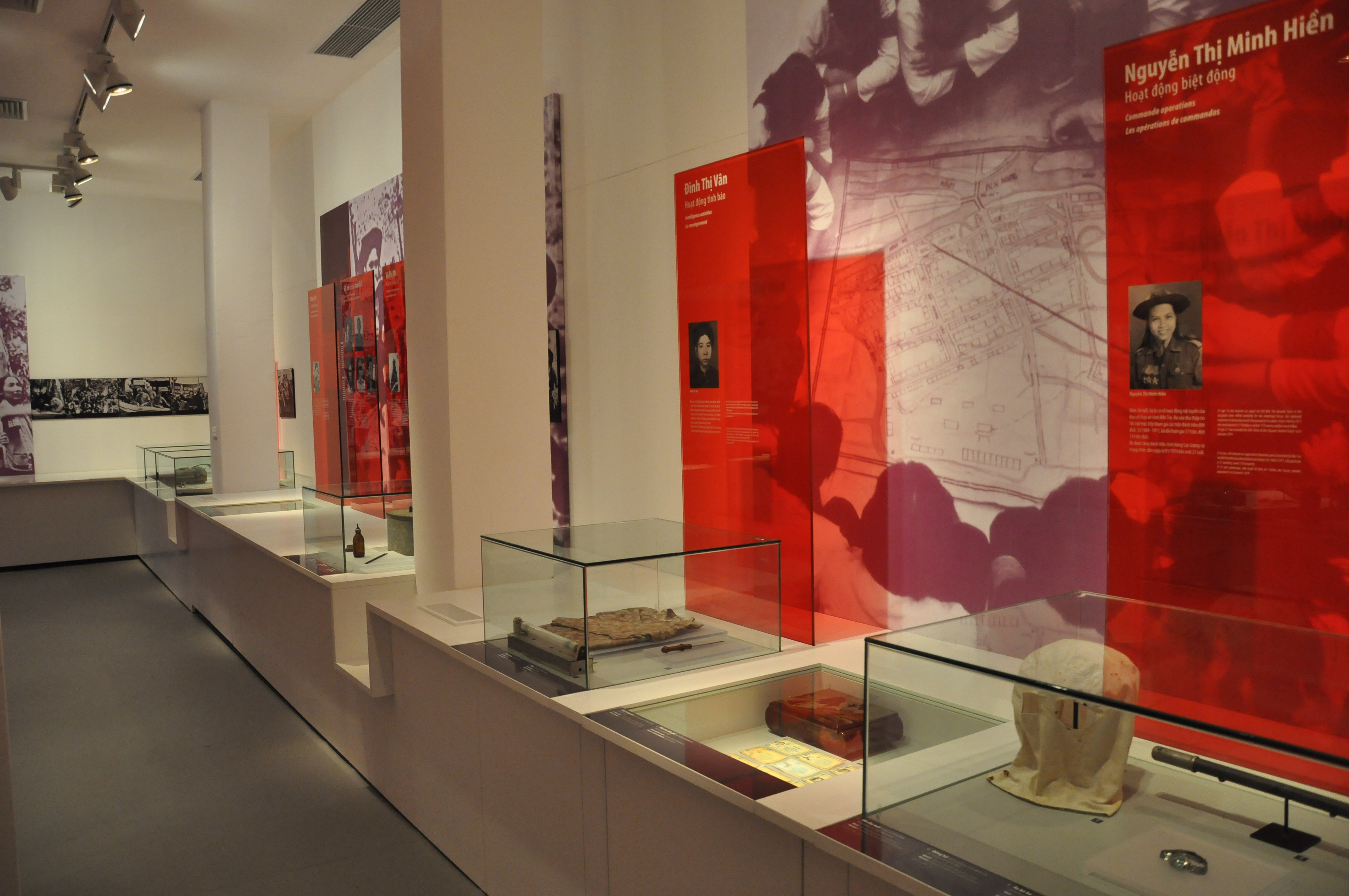
Les Femmes dans l'Histoire

### Collection permanente
L’espace des collections permanentes a été rénové entre 2006 et 2010. Il occupe les second, troisième et quatrième niveaux du musée. L’exposition est organisée selon trois thèmes et 1 000 objets, et photos y sont présentés. Le premier thème « Les Femmes dans la famille » situé au second niveau raconte l’histoire des femmes vietnamiennes à travers les rites du mariage, de la naissance mais aussi la vie de famille. « Les Femmes dans l’Histoire » situé au niveau trois, présente des figures historiques et contemporaines, et remémore les épisodes des différentes guerres. Le dernier thème « Les modes féminines » expose les différentes productions artisanales des femmes des différents groupes ethniques du Viêt Nam, productions qui symbolisent l’identité culturelle du pays.

#### Les Femmes dans la famille
Le premier thème présente le cycle de la vie d’une femme vietnamienne en tant que femme, épouse et mère, dans les différents groupes ethniques qui constituent la nation vietnamienne. La première partie se concentre sur le rôle et la position de la femme vietnamienne au moment du mariage à la fois dans les familles de tradition patrilinéaires et matrilinéaires.  Plusieurs objets comme un magnifique coffre de mariage ou un costume de mariée illustrent ce rituel du mariage. Dans un second temps est présenté le thème de la naissance : les différents rituels qui se rattachent au désir d’enfant, les différentes pratiques autour de la grossesse, de la naissance et les soins apportés à la jeune mère et au nouveau-né. Cette section se clôt avec la présentation du rôle et des taches assignées aux femmes dans la vie de tous les jours : cultiver, pêcher, préparer les repas, réaliser les céramiques, tisser, coudre, et élever les enfants.

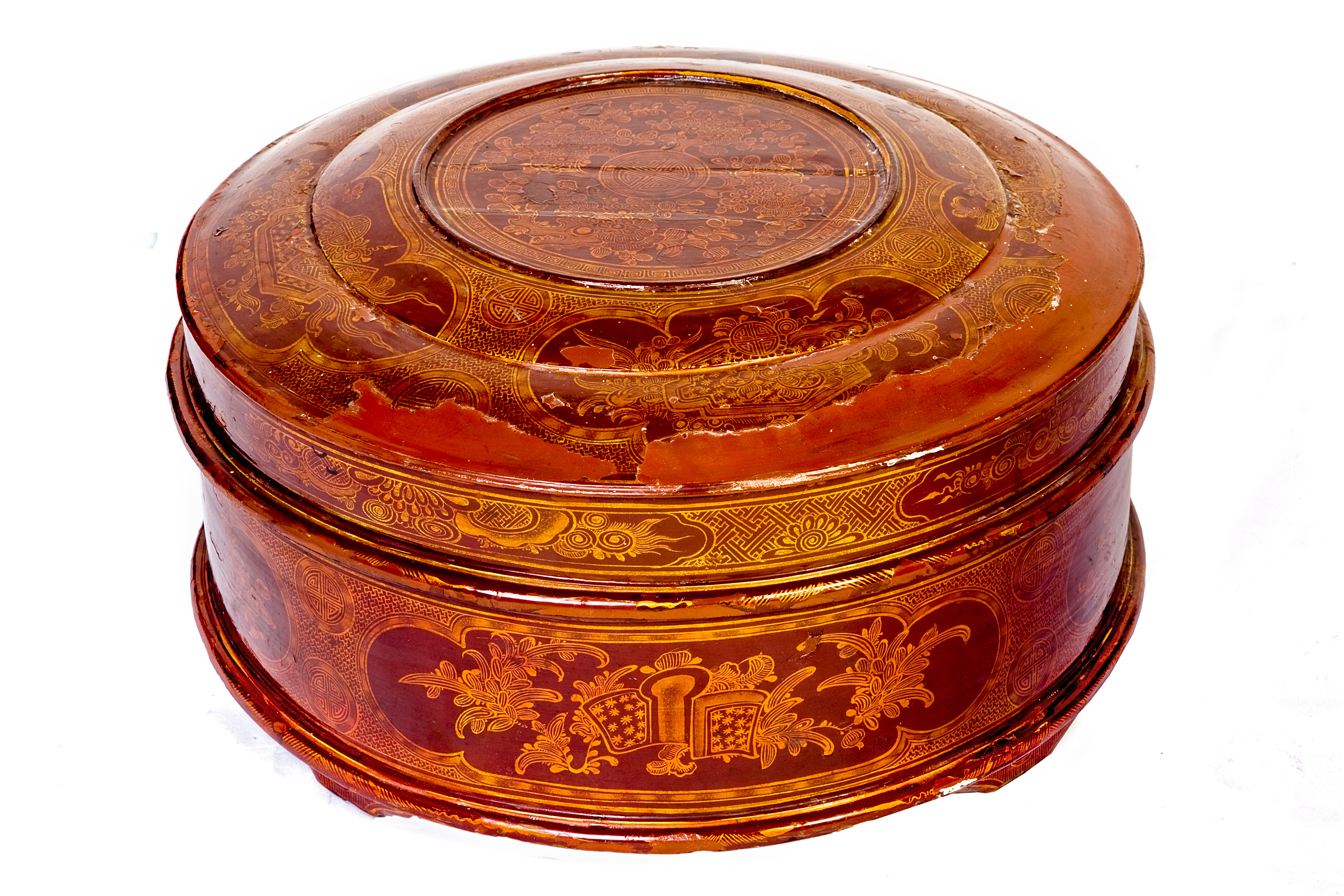
Coffre de mariage
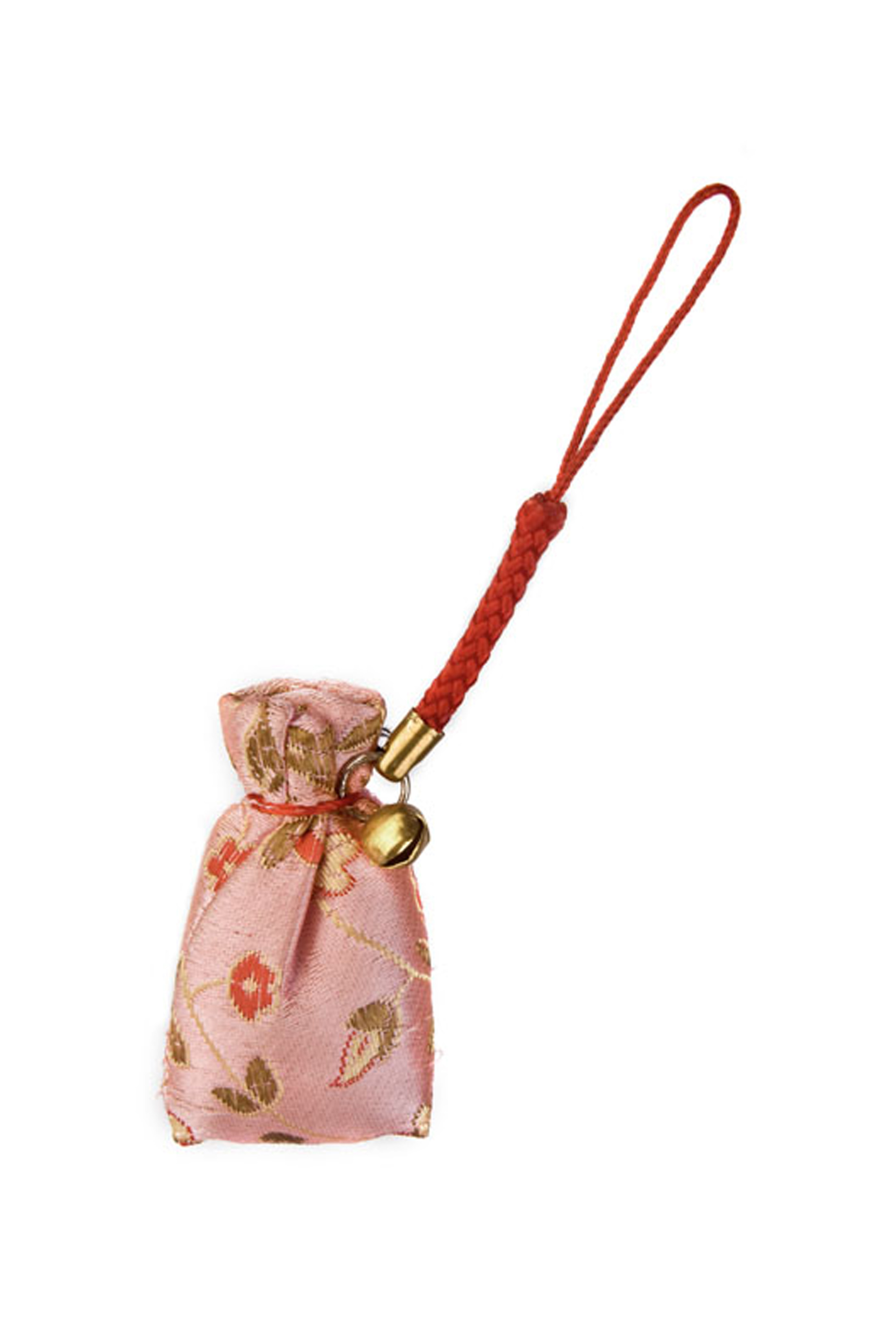
Amulette Việt
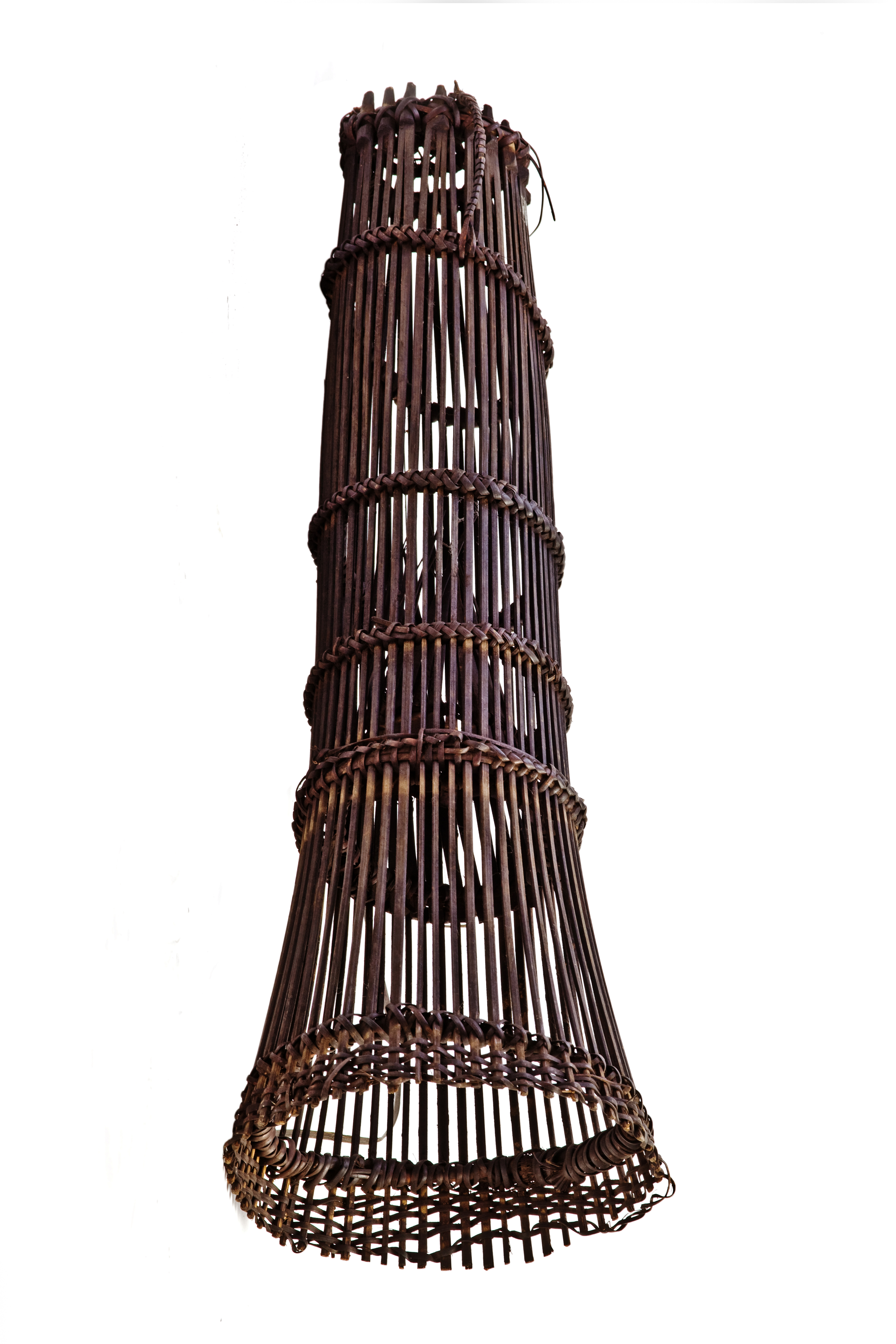
Nasse à poisson Hrê

#### Les Femmes dans l’Histoire
Les objets exposés dans cette section n’examinent pas seulement le rôle et le soutien des femmes vietnamiennes à la résistance contre les ennemis, mais se concentrent également sur leurs conditions de vie durant les différentes guerres. Les objets exposent les histoires, la participation, les actes patriotiques et les sacrifices de ces femmes. Le visiteur peut découvrir les évènements majeurs et les héroïne principales de l’Histoire vietnamienne à travers des objets personnels : un anneau, un chapeau de paille, des photographies. De courts films montrent également comment les femmes d’aujourd’hui affirment leur personnalité avec énergie, passion, et intelligence, grâce à leurs compétences tout en conservant les valeurs traditionnelles du Viêt Nam.

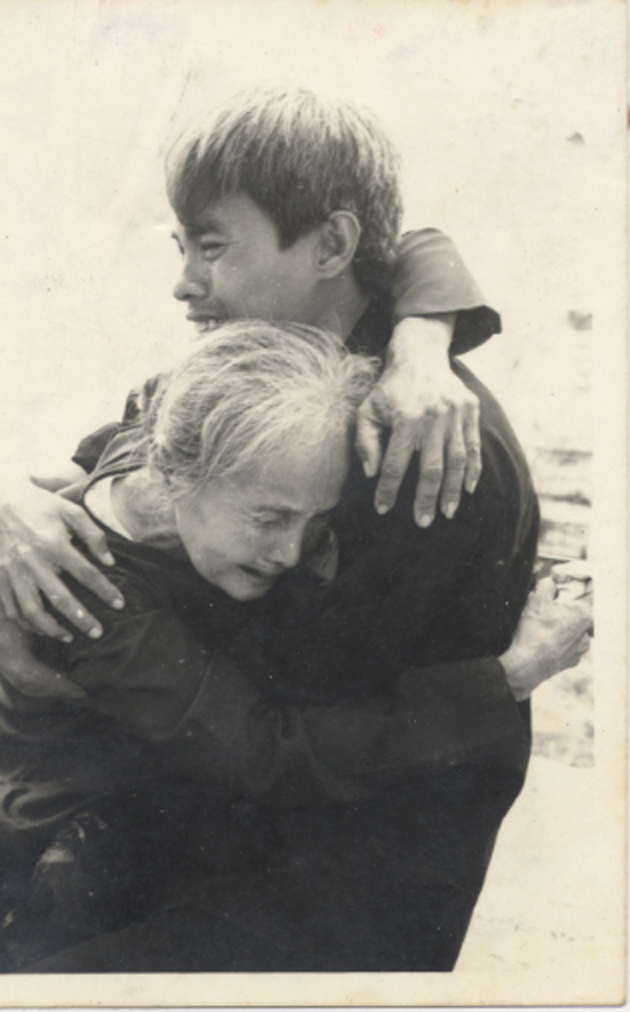
Le Van Thuc et sa mère
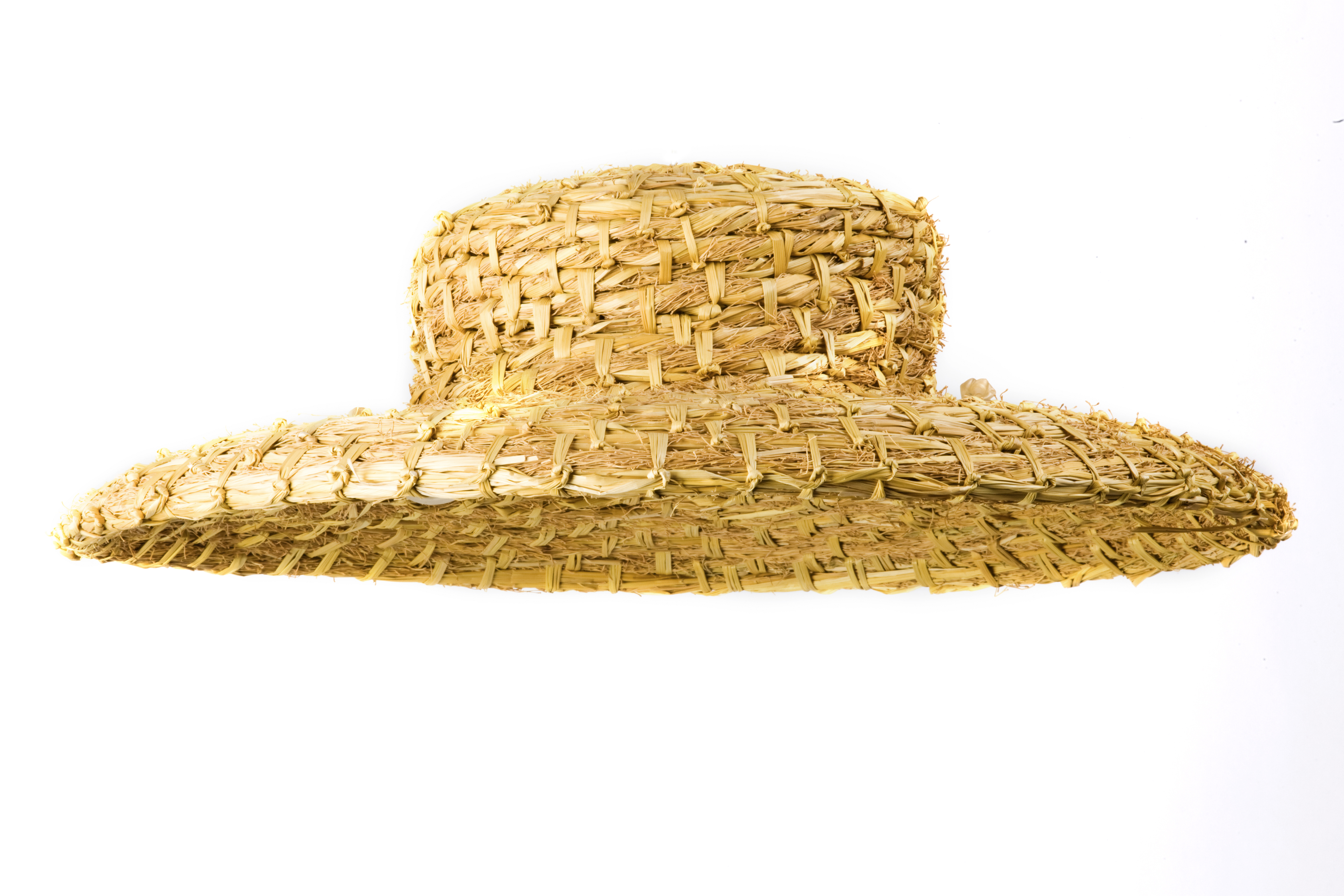
Chapeau de paille
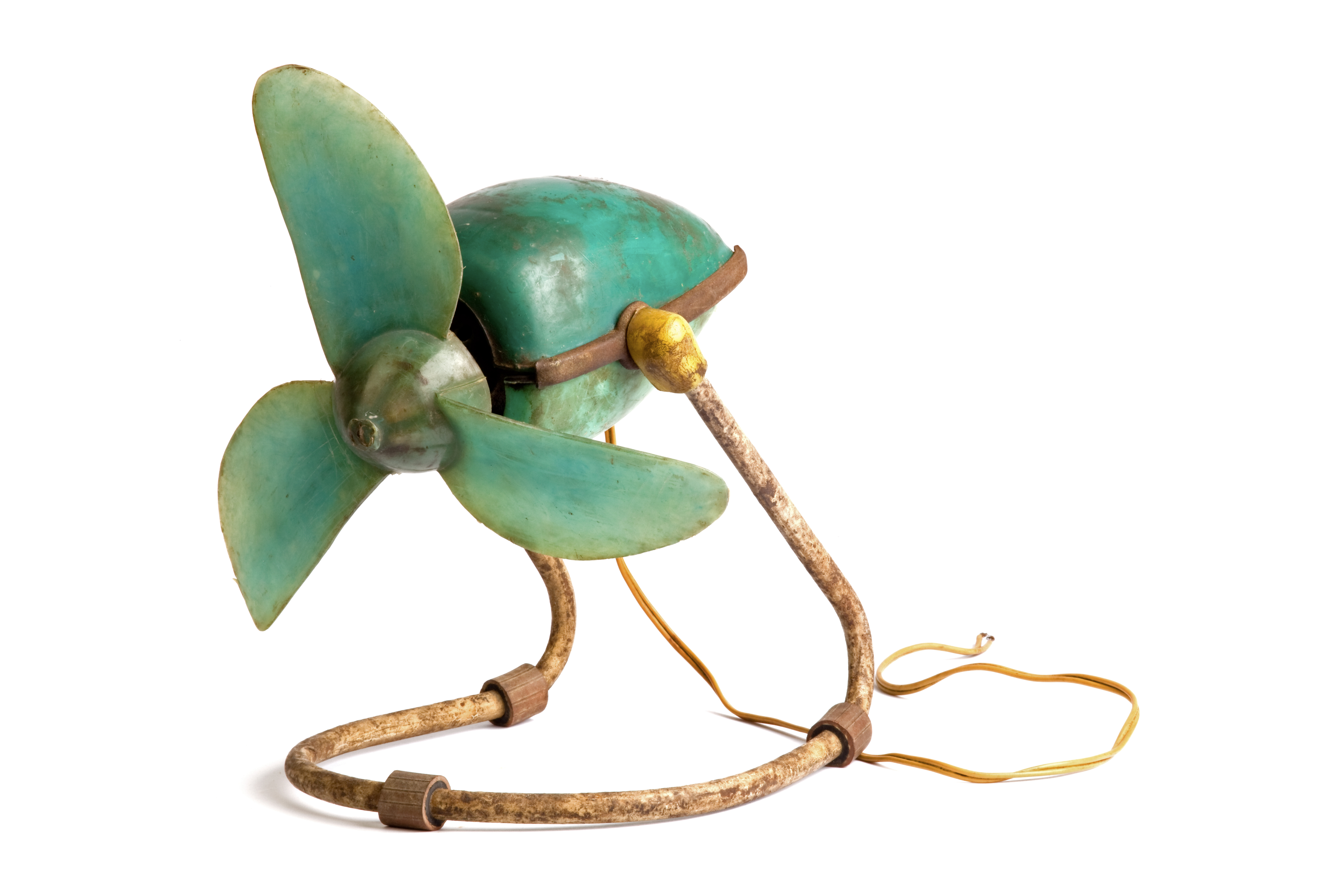
Ventilateur de Pham Thi Thai

#### Les modes féminines
Cette section offre un panorama des modes et des techniques traditionnelles propres aux différents groupes ethniques du Viêt Nam : on peut par exemple y découvrir la technique de la broderie Hmong ou Thaï, ou la technique du batik Hmong. Cette section présente également la vision que les femmes vietnamiennes ont de la beauté et de la mode : le port de bijoux, ou la consommation de bétel et de noix d'arec lors de cérémonies rituelles. À la fin de l’exposition sont exposées des robes conçues par des stylistes vietnamiennes contemporaines.

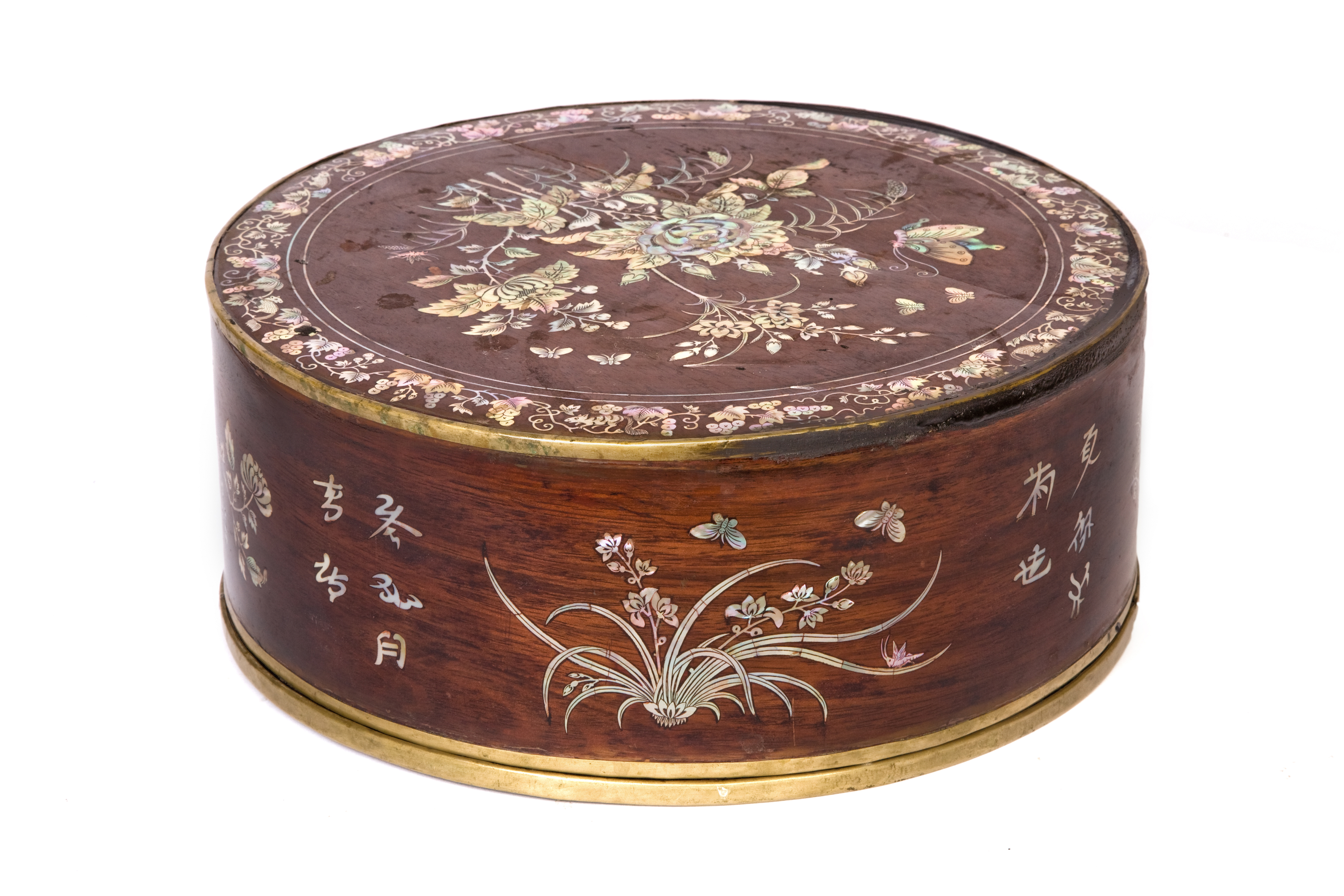
Pot à bétel
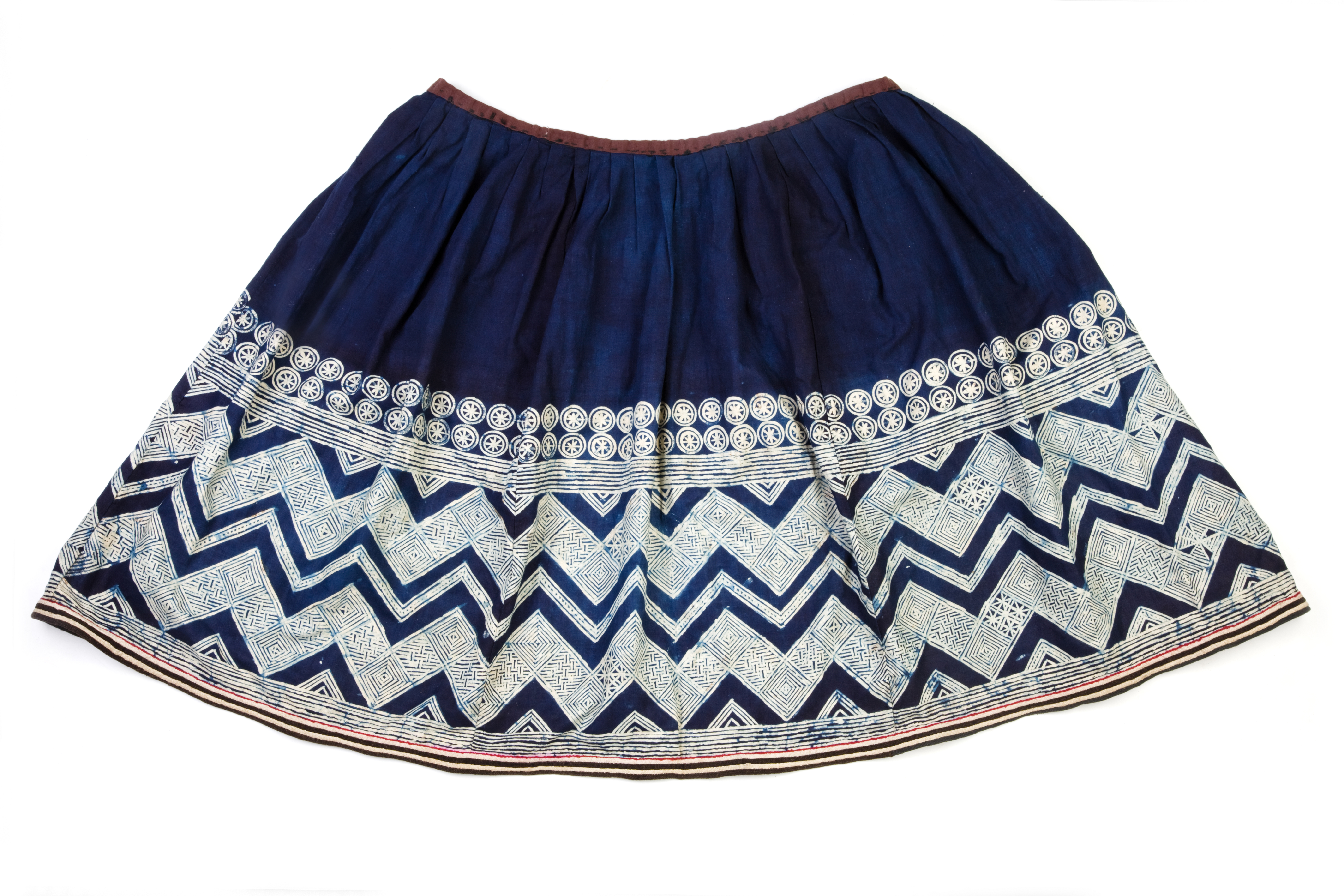
Jupe en chanvre Yao
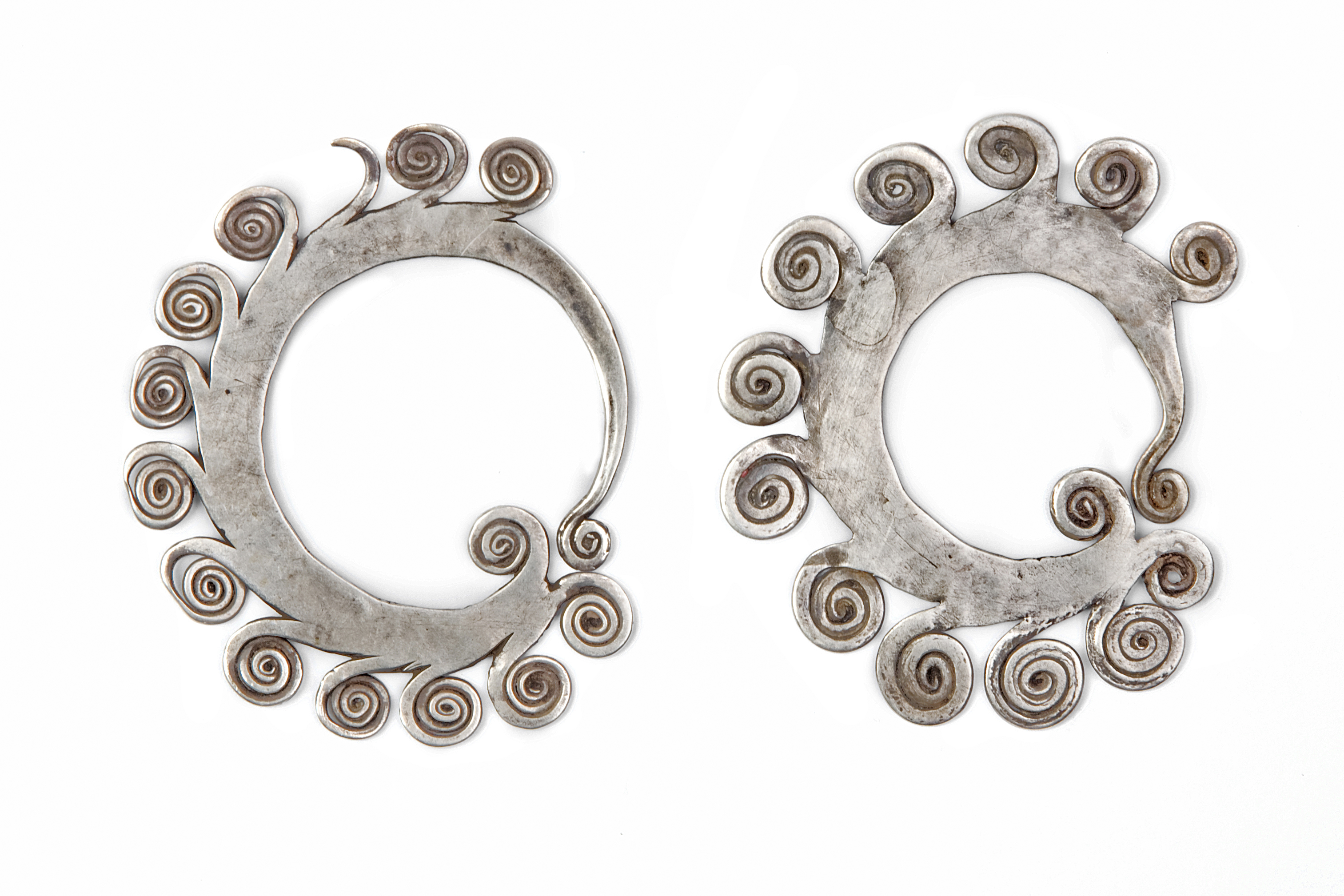
Boucles d'oreille en argent Hmong

### Expositions temporaires
Le Musée des Femmes vietnamiennes organise des expositions thématiques selon une approche sociale et anthropologique afin de montrer les développements et les changements de la société contemporaine à travers des projets ciblant différents groupes, notamment les femmes dans une situation de précarité et les enfants désavantagés. Ci-dessous une sélection de quelques expositions :
- Histoires de marché (ouverture le 8 mars 2014) organisée conjointement avec le musée des Femmes vietnamiennes, HealthBridge et Fresh Studio.
- Les femmes et l’innovation (ouverture le 1er octobre 2013)

Cette exposition fait partie des événements organisés lors de «La journée de l’innovation féminine 2013 ». Elle a été conçue conjointement avec l’Union des femmes vietnamiennes, la Banque mondiale, et les Nations unies des femmes au Viêt Nam pour encourager et promouvoir les idées innovantes afin de soutenir l’émancipation économique des femmes vietnamiennes.
- Fleur et Vie (ouverture 2 septembre 2013) organisée par Women and Life en collaboration avec Dalat Hasfarm Company.

Les autres expositions sont listées sur le site web du Musée : http://www.baotangphunu.org.vn/Tin-tuc/189/past-exhibitions

### Expositions en ligne
Le musée met en ligne certaines de ses expositions passées pour permettre aux visiteurs qui n’ont pas eu la chance de se rendre au musée de pouvoir les découvrir. L’exposition actuelle « marchandes de rue » raconte les histoires émouvantes, la vie quotidiennes et le travail des marchandes de rue.

### Expositions hors les murs
Des expositions itinérantes sont organisées dans plusieurs provinces du pays. Les visiteurs ciblés par le musée sont les associations locales de femmes, les universités, les écoles.

## Éducation

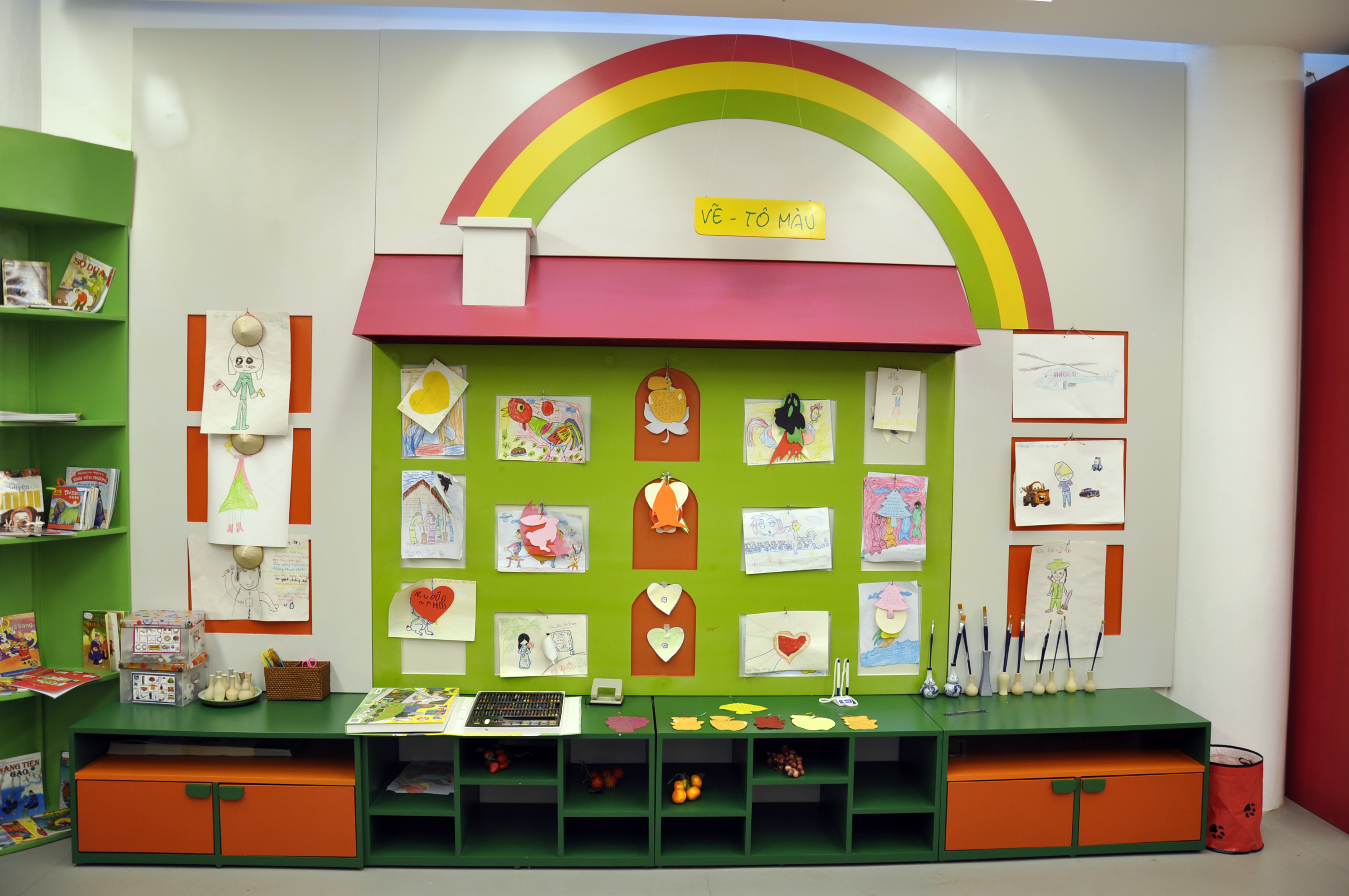
Centre de découverte

Désireux de se rapprocher de son public, le musée offre de nombreuses activités éducatives et a ouvert le centre de découverte en 2010 pour les enfants des écoles entre 7 et 15 ans. Ce centre de découverte donne la chance aux enfants de développer leur créativité, de se documenter, de communiquer, de lire, d’écrire à travers de nombreuses activités : apprendre à réaliser un chapeau conique, porter un costume traditionnel des différents groupes ethniques.

## Coopération
Le musée coopère régulièrement avec plusieurs institutions et associations pour organiser des événements et des expositions :
- Center for Women and Development (http://www.cwd.vn)
- Ministère du Travail, des Invalides et des Affaires sociales (http://www.molisa.gov.vn)
- Ambassade de Finlande, Hanoï (http://www.finland.org.vn/)
- Fondation Ford (http://www.fordfoundation.org)
- Institute for Development and Community Health (Light) (http://www.light.org.vn)
- Hanoi International Women's Club (http://www.hanoi-iwc.com)
- Singapore Philatelic Museum (en) (http://www.spm.org.sg/)
- Fondation du Japon (http://jpf.org.vn)
- Fresh Studio (http://www.freshstudio.vn)
- Healthbridge (http://www.healthbridge.ca)

## Récompenses
En 2012 le musée des Femmes du Viêt Nam a été classé parmi l’une des meilleures attractions culturelle de Hanoï par TripAdvisor. En 2013, TripAdvisor a classé le Musée parmi le top 25 des musées d’Asie.